# کاریز زمان کلگندی
کاریز زمان کلگندی (به لاتین: Kariz-e Zaman-e Kalgandi) یک منطقهٔ مسکونی در افغانستان است که در ولایت بادغیس واقع شده‌است.